# Las Bravo
Las Bravo es una telenovela mexicana producida por María del Carmen Marcos para TV Azteca en 2014, basada en la telenovela chilena, Las Vega's, bajo la adaptación de Paz Aguirre y supervisión literaria de Gabriel Santos.
Fue protagonizada por Edith González y Mauricio Islas, junto con Carolina Miranda, Carla Carrillo y Paulette Hernández en los roles protagónicos juveniles, y con las participaciones antagónicas de Saúl Lisazo y María Fernanda Quiroz; además de las actuaciones estelares de Héctor Arredondo, Juan Vidal, Lambda García y Pedro Sicard.
Originalmente se iba estrenar el 17 de febrero de 2014 para sustituir a la telenovela Hombre tenías que ser, pero se pospuso para el mes de agosto de ese año.

## Elenco
- Edith González - Valentina Díaz de Bravo
- Mauricio Islas - Leonardo Barbosa Ramos / Salvador Martínez
- Saúl Lisazo - Enrique Velázquez Ortega
- Carolina Miranda - Carmen Bravo Díaz
- Paulette Hernández - Adriana Bravo Díaz
- Carla Carrillo - Roberta Bravo Díaz
- Héctor Arredondo - Gerardo "Gerry" Ibáñez
- Lambda García - Fernando Sánchez Olvera
- Pedro Sicard - Samuel Robles
- Juan Vidal - Secundino "Adonis" Godínez
- Eugenio Montessoro - José "El Toro" Bravo
- Alberto Casanova - Manuel Campilla León
- María Fernanda Quiroz - Rosa "Roxana" Quiroga
- Mauricio Aspe - Patricio Alarcón
- Cecilia Piñeiro - Virginia "Vicky" Ibáñez
- Ángeles Marín - Miguelina González
- Claudia Marín - Evangelina López de Pastrana
- Ana Karina Guevara - Sonia Villa
- Nando Destenave - Padre Domingo
- María Luisa Garza - Nana Cuca
- Fabiana Perzábal - Sara
- Fabián Peña - Aníbal Villaseñor
- Ernesto Díaz del Castillo - Gabriel Cisneros
- Jorge Zepeda - Teodoro San Juan
- Josefo Rodríguez - Cándido Pastrana
- Cynthia Quintana - Ingrid
- Lissete Cuevas - Beatriz Alcántara Rosas
- Stefany Hinojosa - Tania
- Roberto Mares - José Primitivo Bravo González
- José Astorga - Jairo Elizondo Ortega
- Tamara Fascovich - Liliana "Lili" Alarcón / Liliana "Lili" Robles
- Ángel Vigon - René Pastrana López
- Abel Fernando - Justino
- Luis Morales - Epifanio Montes Laurel
- Patricio Guzmán - José Manuel Campilla Bravo
- Esaú Ávila - Roberto "Robertito" Cisneros Bravo
- Andrea Martí - Lucía Alba de Martínez
- Irene Arcila - Malena
- Betty Monroe - Candela Milán
- Mario Díaz Mercado - Ignacio Ibáñez
- Fidel Garriga - Don Chuy # 1
- Alejandro Ávila - Don Chuy # 2
- Carlos Tavera - Charly
- Mariana Regaert - Ana
- Tamara Guzmán - Herminia
- Carilo Navarro - Petra
- Jorge Fink - Don Luis
- Salvador Amaya - Lucas
- Jorge Reyes - Totón
- América Gabriel - Lourdes Méndez Soler
- Fernando Ransom - Eduardo "Lalo" Gómez
- Claudine Sosa - Olga
- Ana Elia García - Madre de Xiomara
- Cinthia Vázquez - Xiomara
- Javier Escobar - Juan López
- Sylvia Sáenz - Daniela
- Elvira Monsell - Eduviges Santa Cruz
- Enrique Amador - César
- María José Rosado - Evelyn
- Liliana Lago - Zafiro
- Antuan - Tito Olvera
- Raki Ríos - Montoya
- Marco Antonioni - Matador
- Rafael Gabeiras - Papichulo
- José Ayala - Boy
- Mary Carmen Robledo - Eloísa Carmona
- José Luis Penagos - Policía
- Lidia Jiménez - Presa
- Antonio Zagaceta - Preso
- Ximena Sánchez - Carmen Bravo Díaz (Niña)

## Premios

### Palmas de Oro
| Categoría                       | Nominado(a)        | Resultado |
| ------------------------------- | ------------------ | --------- |
| Mejor telenovela de Azteca      | Maricarmen Marcos  | Ganadora  |
| Mejor actor                     | Mauricio Islas     | Ganador   |
| Mejor actuación estelar juvenil | Carla Carrillo     | Ganadora  |
| Mejor actriz juvenil            | Paulette Hernández | Ganadora  |
| Mejor actor juvenil             | Lambda García      | Ganador   |
| Revelación del año              | Carolina Miranda   | Ganadora  |
| Mejor actor destacado           | Juan Vidal         | Ganador   |